# Großthiemig
Großthiemig és un municipi alemany que pertany a l'estat de Brandenburg. Forma part de l'Amt Schradenland. Està situat a uns 15 quilòmetres al sud-est d'Elsterwerda, a la frontera de Saxònia.

## Evolució demogràfica
| Població de Großthiemig de 1875 a 2007 | Població de Großthiemig de 1875 a 2007 | Població de Großthiemig de 1875 a 2007 | Població de Großthiemig de 1875 a 2007 | Població de Großthiemig de 1875 a 2007 | Població de Großthiemig de 1875 a 2007 | Població de Großthiemig de 1875 a 2007 | Població de Großthiemig de 1875 a 2007 | Població de Großthiemig de 1875 a 2007 | Població de Großthiemig de 1875 a 2007 | Població de Großthiemig de 1875 a 2007 | Població de Großthiemig de 1875 a 2007 | Població de Großthiemig de 1875 a 2007 | Població de Großthiemig de 1875 a 2007 |
| Any                                    | Població                               |                                        | Any                                    | Població                               |                                        | Any                                    | Població                               |                                        | Any                                    | Població                               |                                        | Any                                    | Població                               |
| -------------------------------------- | -------------------------------------- | -------------------------------------- | -------------------------------------- | -------------------------------------- | -------------------------------------- | -------------------------------------- | -------------------------------------- | -------------------------------------- | -------------------------------------- | -------------------------------------- | -------------------------------------- | -------------------------------------- | -------------------------------------- |
| 1875                                   | 1200                                   |                                        | 1946                                   | 1776                                   |                                        | 1989                                   | 1462                                   |                                        | 1995                                   | 1368                                   |                                        | 2001                                   | 1305                                   |
| 1890                                   | 1300                                   |                                        | 1950                                   | 1742                                   |                                        | 1990                                   | 1455                                   |                                        | 1996                                   | 1350                                   |                                        | 2002                                   | 1287                                   |
| 1910                                   | 1400                                   |                                        | 1964                                   | 1554                                   |                                        | 1991                                   | 1414                                   |                                        | 1997                                   | 1346                                   |                                        | 2003                                   | 1285                                   |
| 1925                                   | 1516                                   |                                        | 1971                                   | 1568                                   |                                        | 1992                                   | 1388                                   |                                        | 1998                                   | 1323                                   |                                        | 2004                                   | 1242                                   |
| 1933                                   | 1281                                   |                                        | 1981                                   | 1529                                   |                                        | 1993                                   | 1768                                   |                                        | 1999                                   | 1295                                   |                                        | 2005                                   | 1203                                   |
| 1939                                   | 1274                                   |                                        | 1985                                   | 1479                                   |                                        | 1994                                   | 1390                                   |                                        | 2000                                   | 1315                                   |                                        | 2007                                   | 1190                                   |